# 1954 في فنلندا
فيما يلي قوائم الأحداث التي وقعت خلال عام 1954 في فنلندا.

## سياسة

### تعيين في المنصب
- 20 أكتوبر – أورهو ككونن رئيس وزراء فنلندا.

## كتب
من الكتب التي صدرت هذه السنة في فنلندا:
- 3 ديسمبر – الجندي المجهول من تأليف فاينو لينا.

## مواليد

### أغسطس
- 7 أغسطس – جوكا بيكا بالو ممثل فنلندي.